# Magnapinna
Magnapinnidae · Calmars à longs bras, Calmars araignées
Famille
Genre
Magnapinna, unique représentant de la famille des Magnapinnidae, est un genre de calmars abyssaux du sous-ordre des Oegopsina. Ces espèces, qui sont parfois designées sous le nom commun de Calmars à longs bras, sont rarement observées.

## Découverte

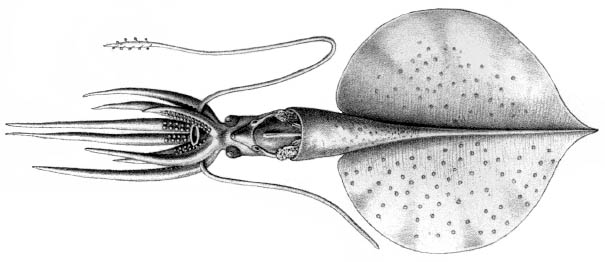
Magnapinna talismani

Les espèces du genre Magnapinna se caractérisent notamment par leurs très longs bras, fins et déliés.
Ces animaux ont été observés en vie pour la première fois par des caméras de robots de grandes profondeurs dans les années 1990, même si les restes d'un spécimen avaient déjà été identifiés en 1907 par Fischer & Joubin, qui avaient baptisé l'espèce Mastigoteuthis talismani (aujourd'hui Magnapinna talismani (Fischer & Joubin, 1907)).
Ces calmars n'ont été étudiés qu'à partir de larves et de spécimens juvéniles, mais plusieurs vidéos montrent des spécimens qui semblent avoir une morphologie semblable laissant penser qu'il s'agit d'adultes. Comme ces spécimens adultes n'ont jamais été capturés, il reste incertain qu'ils appartiennent au même genre, ou si ce sont des parents éloignés.
Les scientifiques savent encore très peu de choses sur ces animaux, qui semblent rares et habitent les abysses.

## Liste des espèces
Selon World Register of Marine Species (5 septembre 2024) :
- Magnapinna atlantica Vecchione & R. E. Young, 2006
- Magnapinna pacifica Vecchione & R. E. Young, 1998
- Magnapinna talismani (H. Fischer & Joubin, 1906)

## Systématique
Le nom valide complet (avec auteur) de ce taxon est Magnapinna Vecchione (d) & Young (d), 1998,.

### Publication originale
- (en) M. Vecchione et R. E. Young, « The Magnapinnidae, a newly discovered family of oceanic squid (Cephalopoda: Oegopsida) », African Journal of Marine Science, Taylor & Francis, vol. 20, no 1,‎ décembre 1998, p. 429-437 (ISSN 1814-232X, 1814-2338 et 0257-7615, OCLC 311616098, DOI 10.2989/025776198784126340, lire en ligne).